# Walter Frost
Walter Frost (21 tháng 3 năm 1873 – 1955) là một cầu thủ bóng đá người Anh thi đấu ở vị trí tiền vệ chạy cánh.